# Попов, Антон (поэт)
Антон Николов Попов (1915—1942) — болгарский поэт, журналист, коммунистический деятель, в годы Второй мировой войны — участник болгарского движения Сопротивления. Арестован спецслужбами и казнён по приговору трибунала вместе с группой своих товарищей по партии.

## Биография
Антон Попов родился 25 октября 1915 года в селе Игуменец. Был активным членом Болгарской рабочей партии, являлся одним из основателем Македонского литературного кружка в Софии.
В годы Второй мировой войны Попов участвовал в болгарском движении Сопротивления. Являлся одним из руководителей Центральной военной комиссии Болгарской рабочей партии, в частности, руководил несколькими боевыми группами. 
В 1942 году в результате предательства был арестован болгарскими спецслужбами и отдан под трибунал в числе шестидесяти членов партии. 23 июля 1942 года на процессе Антон Попов был приговорён к смертной казни через расстрел в числе 12 наиболее активных фигурантов дела (среди последних — Антон Иванов, Никола Вапцаров, Атанас Романов, Георги Минчев, Пётр Богданов). В тот же день приговор был приведён в исполнение на гарнизонном стрельбище в Софии.
В честь Антона Попова получил название один из партизанских отрядов Народно-освободительной повстанческой армии Болгарии.